# Özlem Kamalıoğlu
Özlem Kamalıoğlu, all'anagrafe Özlem Fidan Kamalıoğlu (Smirne, 1974), è un'attrice turca.

## Biografia
Özlem Kamalıoğlu è nata nel 1974 a Smirne (Turchia), e oltre alla recitazione lavora anche in opere teatrali, didattiche e di doppiaggio.

## Carriera
Özlem Kamalıoğlu si è laureata presso il dipartimento di recitazione teatrale del conservatorio statale dell'Università di Selcuk. Dal 1995 ha lavorato come attrice e assistente alla regia in molte opere teatrali presso i teatri statali e come istruttrice di recitazione e dizione teatrale per più di diciassette anni e ha cantato documentari. Nel 2003 ha diretto una commedia che ha scritto in Germania. Due dei suoi spettacoli teatrali che aveva scritto sono stati premiati in Germania. Nel 2014 ha recitato nella serie Kaçak Gelinler. Nel 2019 ha ricoperto il ruolo di Leyla nella serie Come sorelle (Sevgili Geçmiş) insieme all'attrice Ece Uslu. Nel 2021 ha interpretato il ruolo di Nuran Yüksel nella serie Kirik Hayatlar.

## Vita privata
Özlem Kamalıoğlu dal 31 marzo 2006 è sposata con l'attore Serdar Kamalıoğlu, dal quale ha avuto una figlia.

## Filmografia

### Televisione
- Kaçak Gelinler – serie TV (2014)
- Come sorelle (Sevgili Geçmiş) – serie TV (2019)
- Kirik Hayatlar – serie TV (2021)